# Netty Witziers-Timmer
Netty Witziers-Timmer (Ámsterdam, Países Bajos, 22 de julio de 1923- Amsterdam, 25 de enero de 2005) fue una atleta neerlandesa, especialista en la prueba de 4 x 100 m en la que llegó a ser campeona olímpica en 1948.

## Carrera deportiva
En los JJ. OO. de Londres 1948 ganó la medalla de oro en los relevos 4 x 100 metros, con un tiempo de 47.5 segundos, llegando a meta por delante de Australia y Canadá, siendo sus compañeras de equipo: Xenia Stad-de Jong, Gerda van der Kade-Koudijs y Fanny Blankers-Koen.